# Phaius hainanensis
Phaius hainanensis är en orkidéart som beskrevs av Chen Zhen Zi Tang och S.J.Cheng. Phaius hainanensis ingår i släktet Phaius och familjen orkidéer. Inga underarter finns listade i Catalogue of Life.